# 도브로바폴호우그라데츠

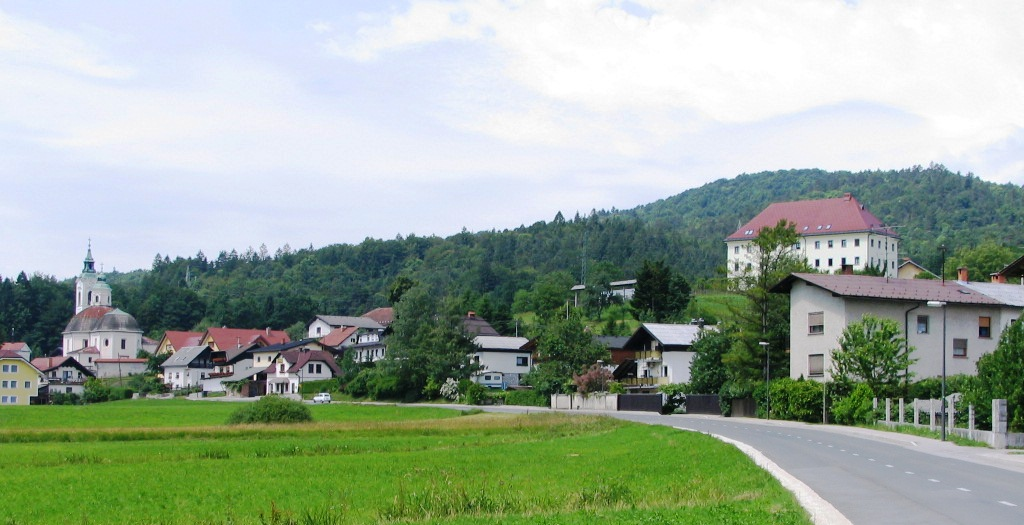
도브로바폴호우그라데츠

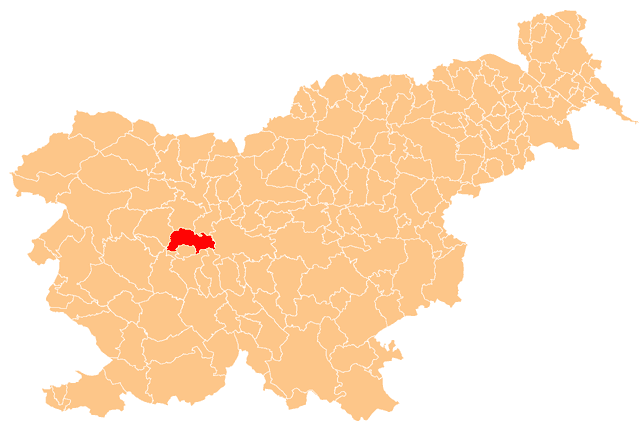
도브로바폴호우그라데츠의 위치

도브로바폴호우그라데츠(슬로베니아어: Dobrova-Polhov Gradec)는 슬로베니아의 도시로 면적은 117.5km2, 인구는 6,691명(2002년 기준), 인구 밀도는 56.9명/km2이다.